# Popis hrvatskih veleposlanika u Sloveniji
Republika Hrvatska i Republika Slovenija održavaju diplomatske odnose od 6. veljače 1992. Sjedište veleposlanstva je u Ljubljani.

## Veleposlanici
Veleposlanstvo Republike Hrvatske u Republici Sloveniji osnovano je odlukom predsjednika Republike od 24. ožujka 1992.
| Veleposlanik      | Postavljenje        | Opoziv              | Sjedište  |
| ----------------- | ------------------- | ------------------- | --------- |
| Zdravko Tomac     | 26. lipnja 1992.    | 19. listopada 1992. | Ljubljana |
| Miljenko Žagar    | 20. listopada 1992. | 30. studenoga 1996. | Ljubljana |
| Ivica Maštruko    | 1. prosinca 1996.   | 31. listopada 2000. | Ljubljana |
| Celestin Sardelić | 30. listopada 2000. | 10. ožujka 2004.    | Ljubljana |
| Mario Nobilo      | 19. travnja 2004.   | 31. listopada 2008. | Ljubljana |
| Svjetlan Berković | 9. veljače 2009.    | 31. kolovoza 2013.  | Ljubljana |
| Vesna Terzić      | 1. prosinca 2013.   | 31. listopada 2018. | Ljubljana |
| Boris Grigić      | 1. studenoga 2018.  |                     | Ljubljana |

## Vanjske poveznice
- Slovenija na stranici MVEP-a